# 良户玉虚观
良户玉虚观，位于山西省晋城市高平市原村乡的良户村（中国历史文化名村）。正殿、西配殿为元代遗构，中殿建于明代，西耳殿、魁楼等为清代建筑。
2013年3月5日，良户玉虚观公布为第七批全国重点文物保护单位。